# Клірв'ю (Вашингтон)
Клірв'ю (англ. Clearview) — переписна місцевість (CDP) в США, в окрузі Сногоміш штату Вашингтон. Населення — 3648 осіб (2020).

## Географія
Клірв'ю розташований за координатами 47°49′45″ пн. ш. 122°8′43″ зх. д. / 47.82917° пн. ш. 122.14528° зх. д. (47.829186, -122.145149).  За даними Бюро перепису населення США в 2010 році переписна місцевість мала площу 12,02 км², уся площа — суходіл.

## Демографія
Згідно з переписом 2010 року, у переписній місцевості мешкали 3324 особи в 1187 домогосподарствах у складі 909 родин. Густота населення становила 277 осіб/км².  Було 1248 помешкань (104/км²).
Расовий склад населення:
| - 91,3 % — білих - 2,7 % — азіатів - 0,6 % — корінних американців - 0,5 % — вихідців з тихоокеанських островів - 0,3 % — чорних або афроамериканців - 1,8 % — осіб інших рас |

До двох чи більше рас належало 2,8 %. Частка іспаномовних становила 5,7 % від усіх жителів.
За віковим діапазоном населення розподілялося таким чином: 23,9 % — особи молодші 18 років, 66,7 % — особи у віці 18—64 років, 9,4 % — особи у віці 65 років та старші. Медіана віку мешканця становила 42,4 року. На 100 осіб жіночої статі у переписній місцевості припадало 104,9 чоловіків;  на 100 жінок у віці від 18 років та старших — 101,1 чоловіків також старших 18 років.
Середній дохід на одне домашнє господарство  становив 125 830 доларів США (медіана — 100 395), а середній дохід на одну сім'ю — 143 320 доларів (медіана — 115 491). Медіана доходів становила 98 523 долари для чоловіків та 59 583 долари для жінок. За межею бідності перебувало 11,4 % осіб, у тому числі 13,8 % дітей у віці до 18 років та 2,1 % осіб у віці 65 років та старших.
Цивільне працевлаштоване населення становило 1948 осіб. Основні галузі зайнятості: виробництво — 16,5 %, освіта, охорона здоров'я та соціальна допомога — 16,1 %, будівництво — 11,6 %, роздрібна торгівля — 11,0 %.